# Жерденівська сільська рада
| Жерденівська сільська рада — колишній орган місцевого самоврядування у Гайсинському районі Вінницької області з адміністративним центром у с. Жерденівка. Сільській раді були підпорядковані населені пункти: - с. Жерденівка - с. Розівка - с. Тимар |

## Склад ради
Рада складалася з 16 депутатів та голови.

## Керівний склад сільської ради
| ПІБ                     | Основні відомості                                                                  | Дата обрання | Дата звільнення |
| ----------------------- | ---------------------------------------------------------------------------------- | ------------ | --------------- |
| Гулієва Любов Федорівна | Сільський голова, 1955 року народження, освіта, член Соціалістичної партії України | 26.03.2006   | 31.10.2010      |
| Гулієва Любов Федорівна | Сільський голова, 1955 року народження, освіта вища, позапартійна                  | 31.10.2010   |                 |

Примітка: таблиця складена за даними джерела

## Історія
На 1 жовтня 1959 площа 3309 га, населення 2950 чоловік, 3 сільських населених пункта.